# Unity Line

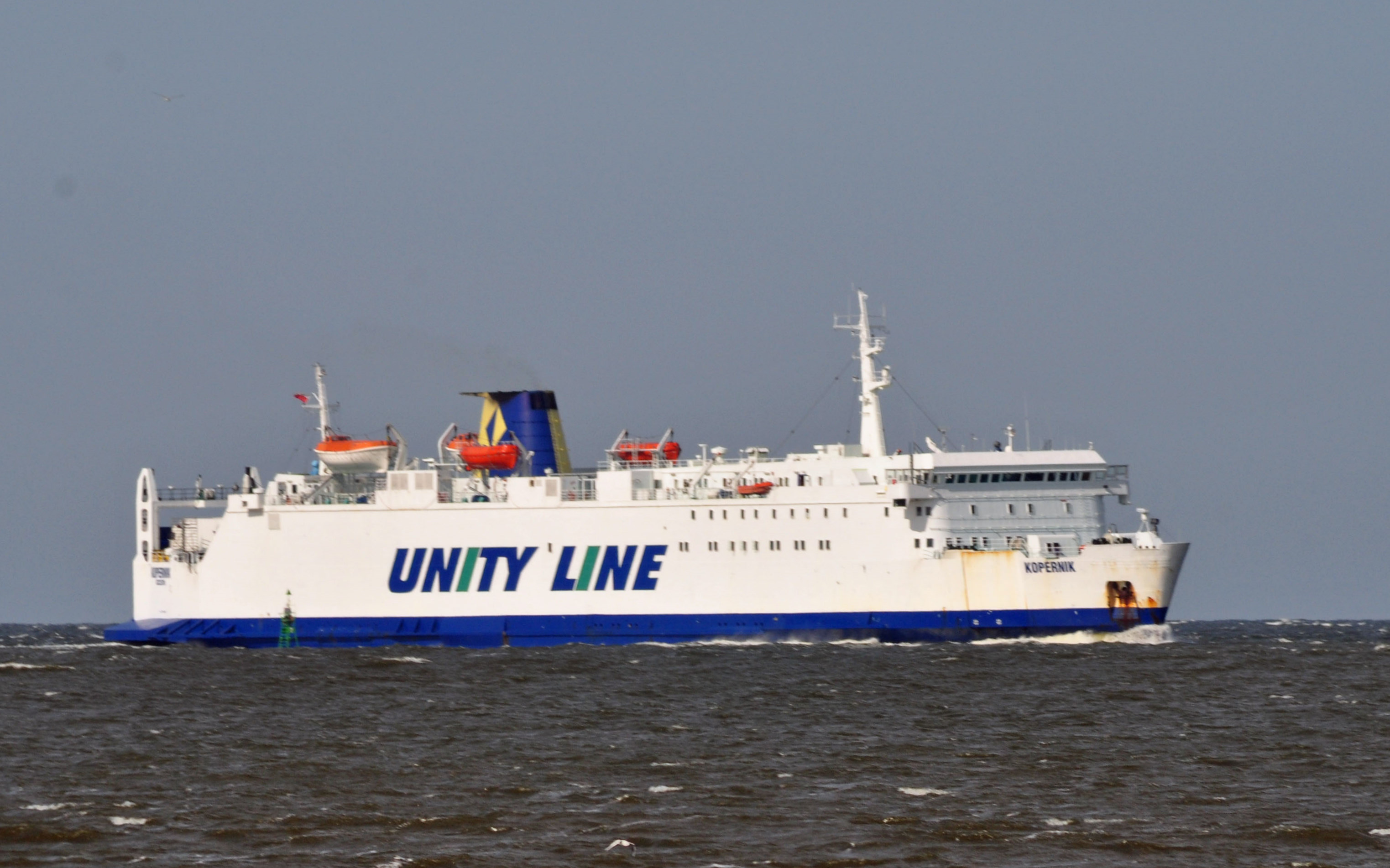
Fährschiff Kopernik vor Świnoujście (2011)

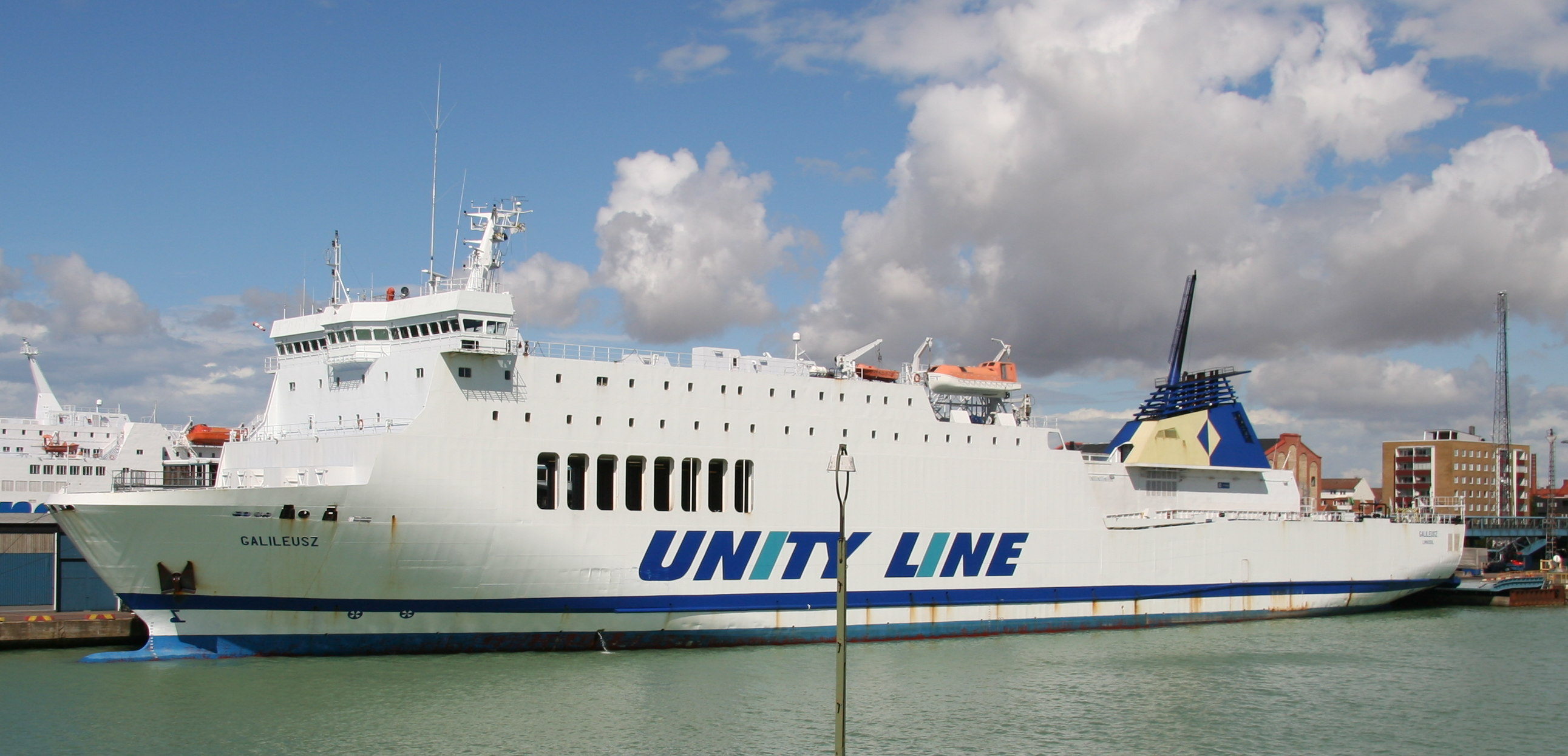
Fährschiff Galileusz im Hafen von Trelleborg

Die Unity Line ist eine polnische Reederei mit Sitz in Stettin.
Die im Mai 1994 gegründete Reederei betreibt Fracht- und Passagierfährschiffe auf der Ostsee. Die Schiffe fahren auf den Routen von Swinemünde (Świnoujście) nach Ystad und Trelleborg. Nach eigenen Angaben befördert die Reederei über 340.000 Passagiere und mehr als 250.000 LKW pro Jahr; der gesamte Bahnfrachttransport zwischen Polen und Schweden wird durch die Unity Line abgedeckt.

## Flotte der Unity Line
- Polonia (gebaut 1995) – 1000 Passagiere, 150 PKW sowie 600 m Gleislänge oder 120 LKW – Einsatz: Świnoujście–Ystad
- Skania (seit 2008 bei Unity Line) – circa 900 Passagiere, 260 PKW und etwa 50 LKW – Einsatz: Świnoujście–Ystad
- Jan Śniadecki (1988 bis 2023 bei Unity Line) – nur Güter, 57 Passagiere, 600 m Gleislänge, 25 bis 60 LKW
- Kopernik (gebaut 1977, 2008 bis 2019 bei Unity Line) – 120 Passagiere, 600 m Gleislänge oder 20 bis 50 LKW
- Mikolaj Kopernik (gebaut 1974, ab 1995 bis 2008 bei Unity Line) – 41 Passagiere
- Gryf (gebaut 1990, seit 2005 bei Unity Line) – 180 Passagiere, 100 LKW – Einsatz: Świnoujście–Trelleborg
- Galileusz (gebaut 1992, seit 2006 bei Unity Line) – 128 Passagiere, 90 LKW – Einsatz: Świnoujście–Trelleborg
- Wolin (seit 2007 bei Unity Line) – 370 Passagiere, 50 PKW sowie 715 m Gleislänge oder 85–90 LKW – Einsatz: Świnoujście–Trelleborg
- Copernicus (seit 2018 bei Unity Line) – 160 Passagiere, Einsatz: Świnoujście-Trelleborg
- Epsilon (seit Anfang 2024 bei Unity Line) – Einsatz: Świnoujście-Trelleborg[1]

## Ehemalige Projekte
Am 16. April 2007 bestellte Unity Line zwei Schiffe bei der Werft Stocznia Szczecińska Nowa in Stettin mit geplanter Ablieferung im April 2010 und im Mai 2011, die Piast und die Patria. Der Auftrag wurde jedoch im Jahr 2009 wieder storniert.